# Alice Vanderbilt Morris
Alice Vanderbilt Morris (Nova York, 7 de desembre de 1874 - 15 d'agost de 1950), nascuda Alice Vanderbilt Shepard, va ser un membre de la família nord-americana dels Vanderbilt i fundadora, juntament amb el seu marit, Dave Hennen Morris, de la International Auxiliary Language Association (IALA).
Va ser secretària d'honor de la IALA, directora del seu departament d'investigacions i coautora del seu Informe General de 1945. L'any 1931 va ser investida doctor honoris causa de la Universitat de Syracuse, a l'estat nord-americà de Nova York, com a reconeixement pels seus mèrits en el camp de les llengües planificades.
Durant molts anys es va interessar per l'esperanto i va finançar diversos treballs científics sobre aquest idioma. La seva imatge es troba a l'inici de la Bibliografio de Internacia Lingvo de Petro Stojan. També va ser vicepresidenta del World Service Council de la YWCA (Associació Cristiana de Dones Joves) i membre honorari de la societat Phi Beta Kappa.